# مؤسسه اعتباری ملل
مؤسسه اعتباری ملل یکی از مؤسسات مالی و اعتباری خصوصی در ایران است که مجوز فعالیت از بانک مرکزی را داراست. در تیر ماه ۱۳۹۵، نام این مؤسسه از «مؤسسه اعتباری عسکریه» به مؤسسه اعتباری ملل تغییر یافت.

## تاریخچه
در سال ۱۳۶۶ در زادروز حسن عسکری با نام صندوق قرض‌الحسنه عسکریه آغاز به کار کرد. در سال ۱۳۸۵ با صدور موافقت اصولی بانک مرکزی تعاونی اعتبار عسکریه به مؤسسه مالی و اعتباری تبدیل شد. در ابتدای سال ۱۳۹۰ جهت تبدیل شدن به شرکت سهامی عام، آغاز به پذیره‌نویسی سهام کرد و پس از آن در ۱۳۹۰/۰۴/۱۲ به عنوان مؤسسه مالی و اعتباری سهامی عام به شماره ۳۶۷۴۷ در اداره کل ثبت شرکت‌ها ثبت شد. بعد از آن مؤسسه با شماره ثبت ۱۰۸۴۰ در سازمان بورس و اوراق بهادار ایران به ثبت رسید و سهامش با نماد وملل وارد فرابورس ایران شد. سید امین جوادی (مدیرعامل مؤسسه) تیرماه ۱۳۹۴ اعلام کرد نام مؤسسه اعتباری عسکریه به مؤسسه اعتباری ملل تغییر خواهد کرد. واژه عسکریه در عربی به معنای «نظامی» و «ارتشی» است و مؤسسه اعتباری عسکریه در زبان عربی «بانک ارتشی» ترجمه می‌شود و این امر در جهت جلوگیری از ایجاد هرگونه شائبه در خارج از ایران است تا مبادا تصور شود که این مؤسسه وابسته به نهادهای نظامی ایران است.

## موسسه اعتباری ملل
مؤسسه اعتباري ملل در سال ۱۳۶۶ با نام صندوق قرض الحسنه عسكريه و در شب ولادت امام حسن عسكري فعاليت خود را آغاز نمود و در سال ۱۳۷۳ با شكل گرفتن وزارت تعاون به عنوان اولين تعاوني اعتبار آزاد در سطح كشور مجوز فعاليت خود را از وزارت تعاون اخذ نمود و پس از آن حوزه عمليات خود را به سراسر كشور گسترش داد و همزمان پيگيري هاي لازم را جهت اخذ مجوز فعاليت تحت عنوان مؤسسه مالي و اعتباري عسكريه از بانك مركزي جمهوري اسلامي ايران آغاز نمود به طوري كه در زمان رياست مرحوم دكتر نور بخش دستور ايشان به مرحوم دكتر زرين قلم در جهت تسريع صدور مجوز ابلاغ شده است
در سال ۱۳۸۵ توافق نامه اي بين هيأت مديره مؤسسه و بانك مركزي براي تبديل تعاوني اعتبار عسكريه به مؤسسه مالي و اعتباري امضاء شد كه در نهايت اين توافق نامه منجر به صدور موافقت اصولي بانك مركزي گرديد و سپس مؤسسه با فراهم آوردن اسناد و مدارك مورد نياز و اخذ مجوز از سازمان بورس و اوراق بهادار در ابتداي سال ۱۳۹۰ جهت تأمين سرمايه مورد نياز و تبديل شدن به سهامي عام، اقدام به پذيره نويسي سهام نمود كه پس از اتمام مراحل پذيره نويسي، و بررسي و تائيد بانك مركزي و سازمان بورس و اوراق بهادار در مورخه ۱۳۹۰/۰۴/۱۲ نزد اداره كل ثبت شركت ها به عنوان مؤسسه مالي و اعتباري سهامي عام به شماره ۳۶۰۷۴۷ ثبت و تغييرات آن در روزنامه رسمي درج گرديد و پس از آن نام مؤسسه با شماره ۱۰۸۴۰ نزد سازمان بورس و اوراق بهادار به ثبت رسيد و سهام مؤسسه نيز در شركت فرا بورس ايران مورد معامله قرار گرفته و در حال حاضر نيز معاملات آن در حال انجام مي باشد.

## شفافیت
| - گزارش حداقل استاندارد شفافیت شرکت اعتباری ملل برای دوره منتهی به 31 خرداد 1403 |                                                                                   |
|                                                                                  | - گزارش حداقل استاندارد شفافیت شرکت اعتباری ملل برای دوره منتهی به 30 آذر 1402    |
|                                                                                  | - گزارش بررسی صورتهای مالی حسابرسی شده دوره منتهی به 31 شهریور 1402               |
|                                                                                  | - گزارش حداقل استاندارد شفافیت شرکت اعتباری ملل برای دوره منتهی به 31 شهریور 1402 |
|                                                                                  | - گزارش حداقل استاندارد شفافیت شرکت اعتباری ملل برای دوره منتهی به 31 خرداد 1402  |
|                                                                                  | - گزارش حداقل استاندارد شفافیت شرکت اعتباری ملل برای دوره منتهی به 29 اسفند 1401  |
|                                                                                  | - گزارش بررسی صورتهای مالی حسابرسی شده برای دوره منتهی به 29 اسفند 1401           |
|                                                                                  | - گزارش حداقل استاندارد شفافیت شرکت اعتباری ملل برای دوره منتهی به 30 آذر 1401    |
|                                                                                  | - گزارش بررسی صورتهای مالی حسابرسی شده دوره منتهی به 31 شهریور 1401               |
|                                                                                  | - گزارش حداقل استاندارد شفافیت شرکت اعتباری ملل برای دوره منتهی به 31 شهریور 1401 |
|                                                                                  | - گزارش حداقل استاندارد شفافیت شرکت اعتباری ملل برای دوره منتهی به 31 خرداد 1401  |
|                                                                                  | - گزارش بررسی صورتهای مالی حسابرسی شده دوره منتهی به 29 اسفند 1400                |

## بیشتر بدانیم
با توجه به اقدامات به عمل آمده و اخذ مجوزهای لازم از مجمع عمومی فوق العاده و بانک مرکزی و سازمان بورس و اوراق بهادار افزایش،  سرمایه موسسه به ۱۰ هزار میلیارد ریال انجام و در اداره کل ثبت شرکت‌ها نیز به ثبت رسیده است.
در سال ۱۴۰۱ نیز با اخذ مجوز از مجمع عمومی فوق العاده افزایش سرمایه موسسه از ۱۰ هزار میلیارد ریال به ۲۰ هزار میلیارد ریال تصویب و از محل آورده آورده نقدی سهامداران عملیاتی گردیده و در مرحله تایید نهایی بانک مرکزی جهت ثبت در اداره ثبت شرکت‌ها می‌باشد. همچنین موسسه در نظر دارد پس از ثبت افزایش سرمایه مرحله آخر به هدف بهبود نسبت کفایت سرمایه از طرق مقتضی پس از اخذ مجوزهای لازم مجدداً سرمایه موسسه را افزایش دهد.